# Балаклава
Балакла́ва (крим. Balıqlava) — житловий масив на півдні Севастополя. До 1957 року — окреме місто, районний центр Балаклавського району. Розташований на березі однойменної бухти Чорного моря.

## Загальні відомості

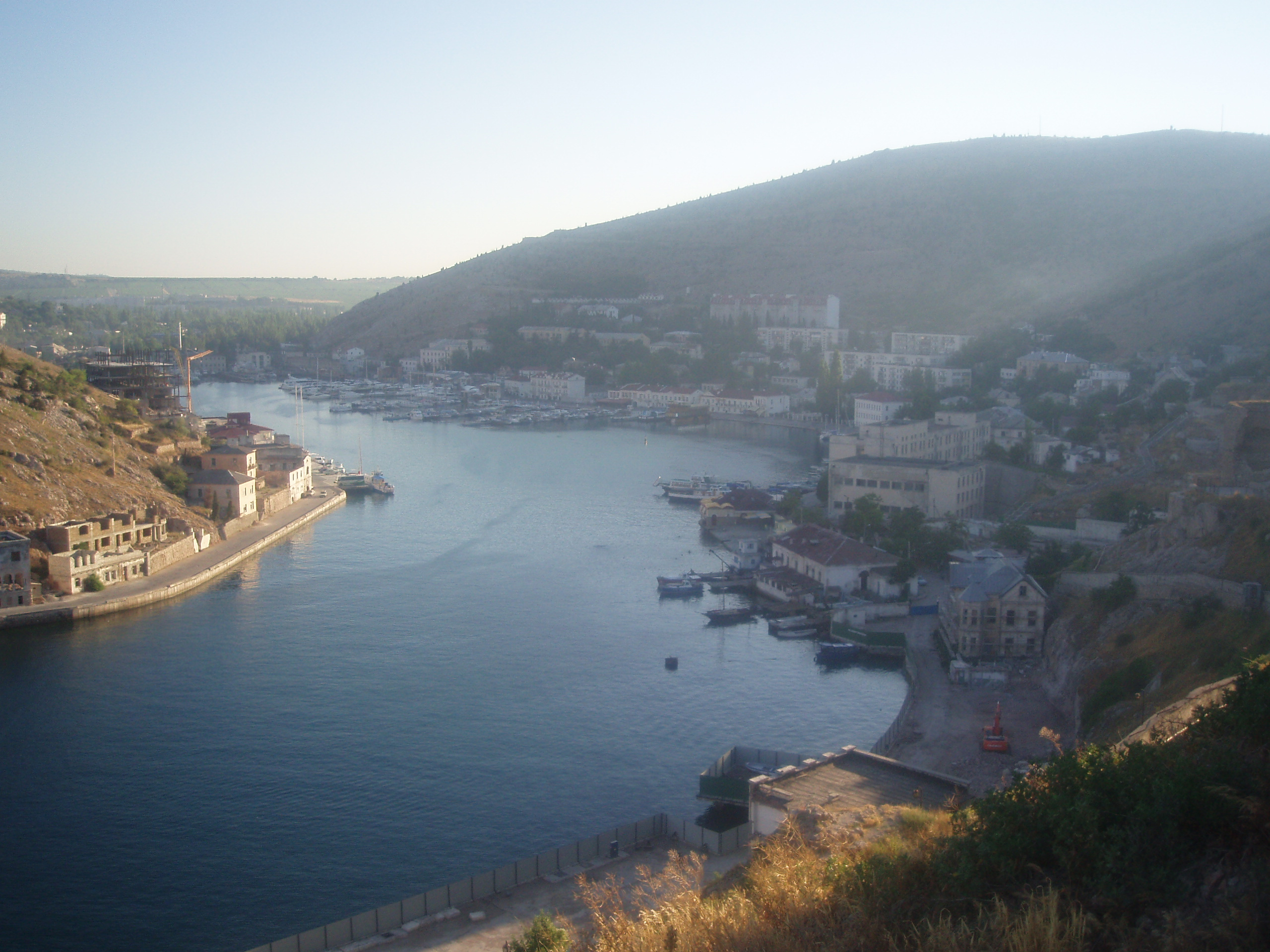
Балаклавська бухта, літо 2007.

До 1957 року Балаклава була окремим містом, але тепер офіційно входить до складу Балаклавського району Севастополя.
За часів СРСР — закрите місто, база підводних човнів. Нині відкрите для туристів.
Населення — близько 20 тисяч осіб.
Розташоване на узбережжі Балаклавської бухти Чорного моря. Її унікальність полягає у тому, що завдяки вигнутій формі входу з відкритого моря в ній практично не буває штормів. Глибина бухти невелика, до 8 метрів, тому підводні човни під час холодної війни заходили в бухту тільки вночі, щоб не розсекречувати їхню схованку.
У радянські роки колишнє рибальське поселення використовували для базування військово-морського флоту. Починаючи з 1990-х років, військові кораблі поступово вивели, місто перетворили на туристичний центр. Нині в бухті Балаклави створена база для приватних яхт.

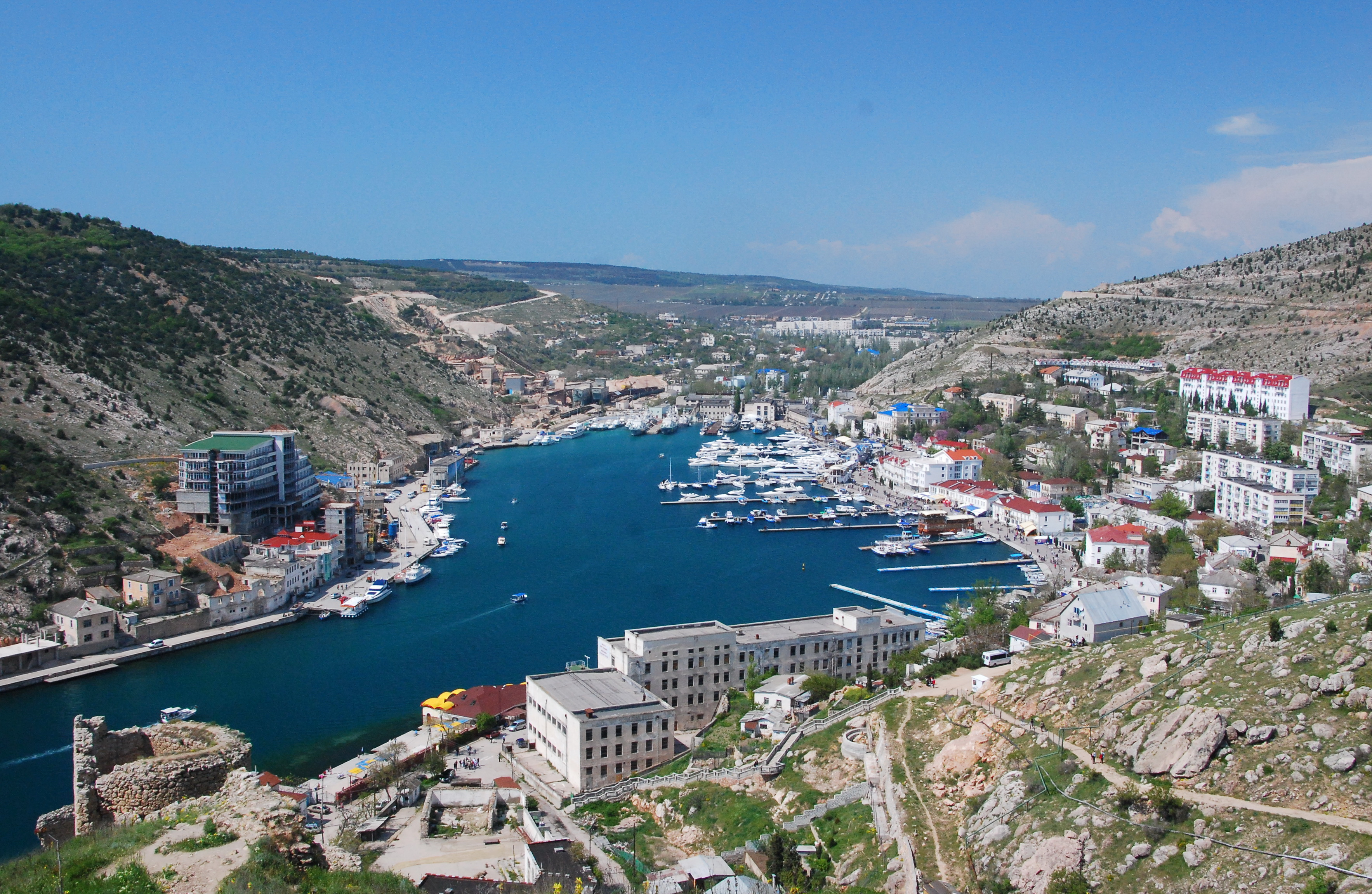
Балакла́ва, вид з району старовинної фортеці

Прямо на схід від міста розпочинаються Кримські гори. Головним елементом місцевого краєвиду є руїни фортеці Чембало. Зі схилу, де стоїть фортеця, відкривається вид на південне узбережжя Криму.
Балаклава формально є частиною Севастополя, але місцеві мешканці вважають її окремим містом. Фактично від краю житлової забудови Севастополя до Балаклави — близько 10 кілометрів незабудованої території (в основному виноградники). До Севастополя регулярно ходить транспорт, проїзд займає близько 10 хвилин.
У Балаклаві міститься філія Центрального музею Збройних Сил України — Військово-морський музейний комплекс «Балаклава». Експозиція музею висвітлює діяльність Чорноморського флоту. Музей розміщено в приміщенні колишнього заводу і ремонтного доку підводних човнів і ядерного арсеналу.

## Назва
Стародавній географ Страбон згадує про існування тут місцевого таврського або скіфського поселення Палакіон у бухті, що її греки називали Сюмболон-лімен (грец. Σύμβολον) — «Гавань символів, призвісток». Звідси походить генуезька назва Чембало.
Сучасна назва походить від турецького *balyk «риба» та *juva «гніздо» (тур. Balıklava) — «Місце, багате рибою». Звідси ж походить і назва Балаклавської бухти.

## Історія
|                                                     |  |  |
| Ювілейна монета НБУ присвячена 2500 річчю Балаклави |  |  |

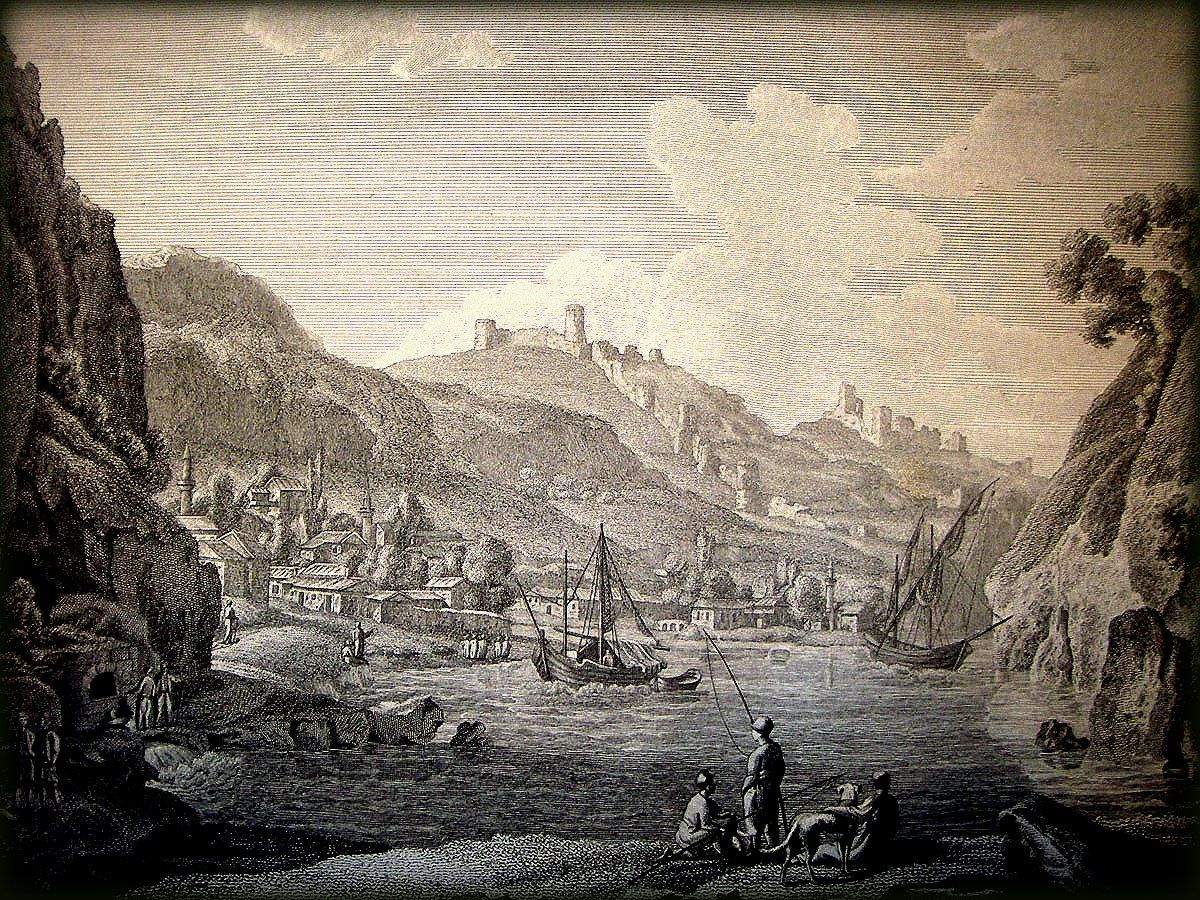
Одне з перших зображень Балаклави, XVIII століття

Пам'ятник Лесі Українці в Балаклаві

За поширеною версією Балаклавська бухта згадується у Одіссеї Гомера (Одіссея, X, 90-132):
«Отже, у гавань ввійшли ми славетну, що вкриті тернами
Кручі стрімчасті півколом обабіч її оточили;
Скелі, навислі одна проти одної, там височіють
В гирлі самому, що входом вузеньким веде до затоки.
Там і тримали усі ми свої кораблі крутобокі.
В гавань простору завівши, один біля одного близько
їх прив'язали. Хвиля ніколи не б'є ні велика
Там, ні мала, — гладінь осяйна там виблискує завжди.»
За свідченнями археологів близько 7 ст. до н. е. в Балаклаві існувало поселення таврів.
За свідченнями Страбона місто Палакіон закладено скифськими королями. Це міг бути син короля скифів Скілура — Палаком (Палакіос) у 2 ст. н. е. Бухту, у якій знаходилося місто, греки називали Симболон лиман (Portus symbolorum).
У 3 ст. н. е. поблизу Балаклави існувало римське військове поселення.
У 14 cт. Балаклава стає одним з центрів генуезьких володінь в Криму (найраніша згадка про їх присутність тут — 1343 рік). У 1354 намісники Улуса Джучі примусили їх відступити, але за три роки генуезці повернулися. 1357-м роком датується початок будівництва фортеці в Чембало.

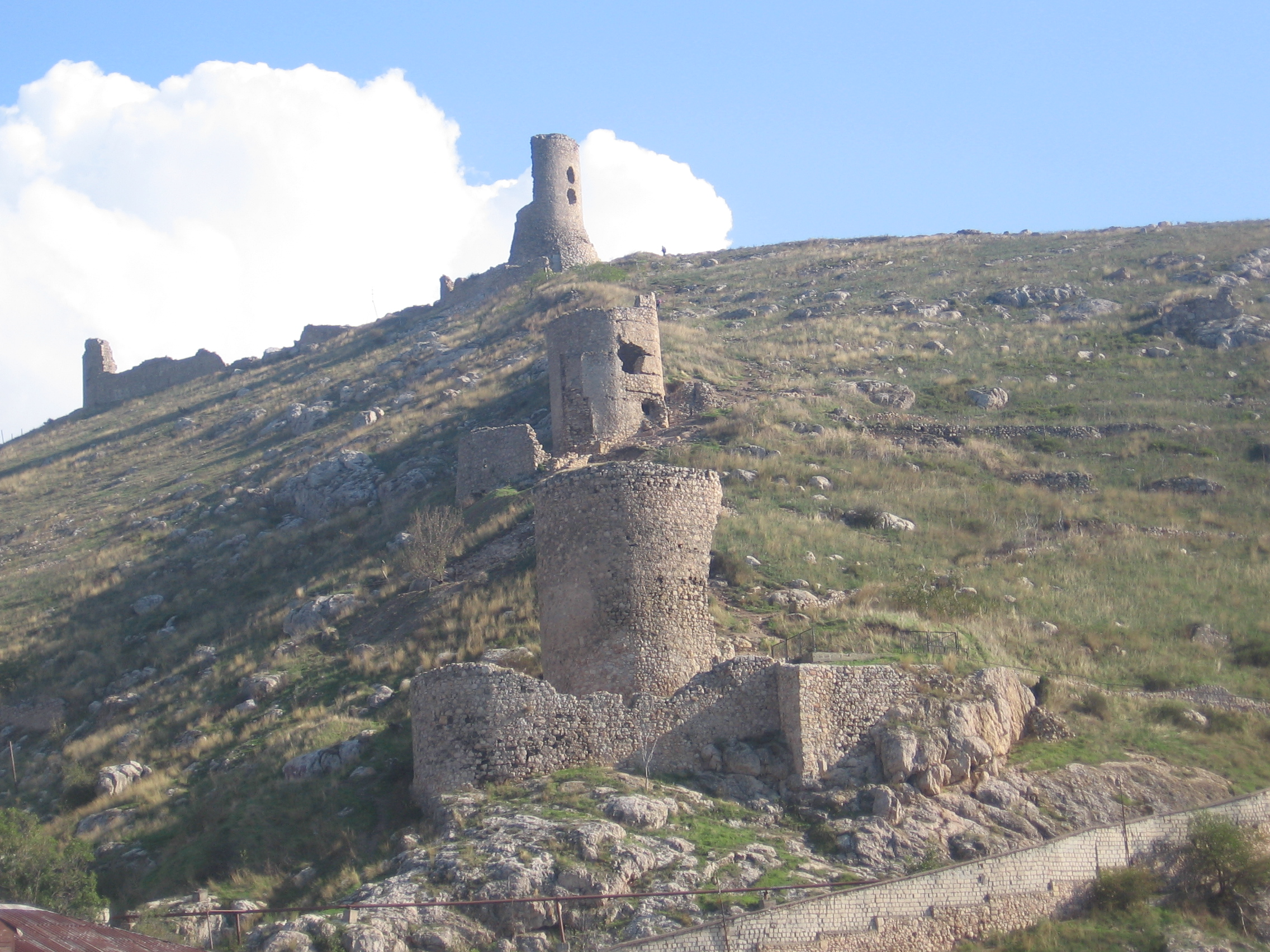
Фортеця Чембало

У 1380 генуезці уклали мирний договір з золотоординським ханом Тохтамишем, згідно з яким генуезцям дарувалось південне узбережжя Криму. Відтоді з'являється назва Чембало, яку дали Балаклаві генуезці. Це було укріплене поселення, яке повинно було забезпечити перевагу генуезького торгового мореплавства.
У 1423 Чембало захоплювали війська князівства Феодоро. Проте генуезцям вдавалося повернути фортецю.
У 1433 році, після чергового спалаху чуми, грецьке населення Чембало повстало проти генуезької влади. Феодорити знову прибрали місто до своїх рук. Флот, надісланий аж із Генуї, наступного року відбив місто, але вже невдовзі змушений був залишити західний Крим. Загін кримського хана вщент розгромив генуезьке військо під Карагозом, але за умовами мирного договору Чембало залишилося за генуезцями.
1460-го фортецю перебудовано та укріплено.
1475 Чембало захопили османи і вижили з неї генуезців. Саме тоді виникла назва Балаклава, яке поселенню дали османи. Балаклава стала османським військовим гарнізоном. Тут утримувались у в'язниці неугодні кримські хани.
Влітку 1625 сумісні війська запорізьких та донських козаків захопили Балаклаву та Кафу, але пізніше вони зазнали поразки.

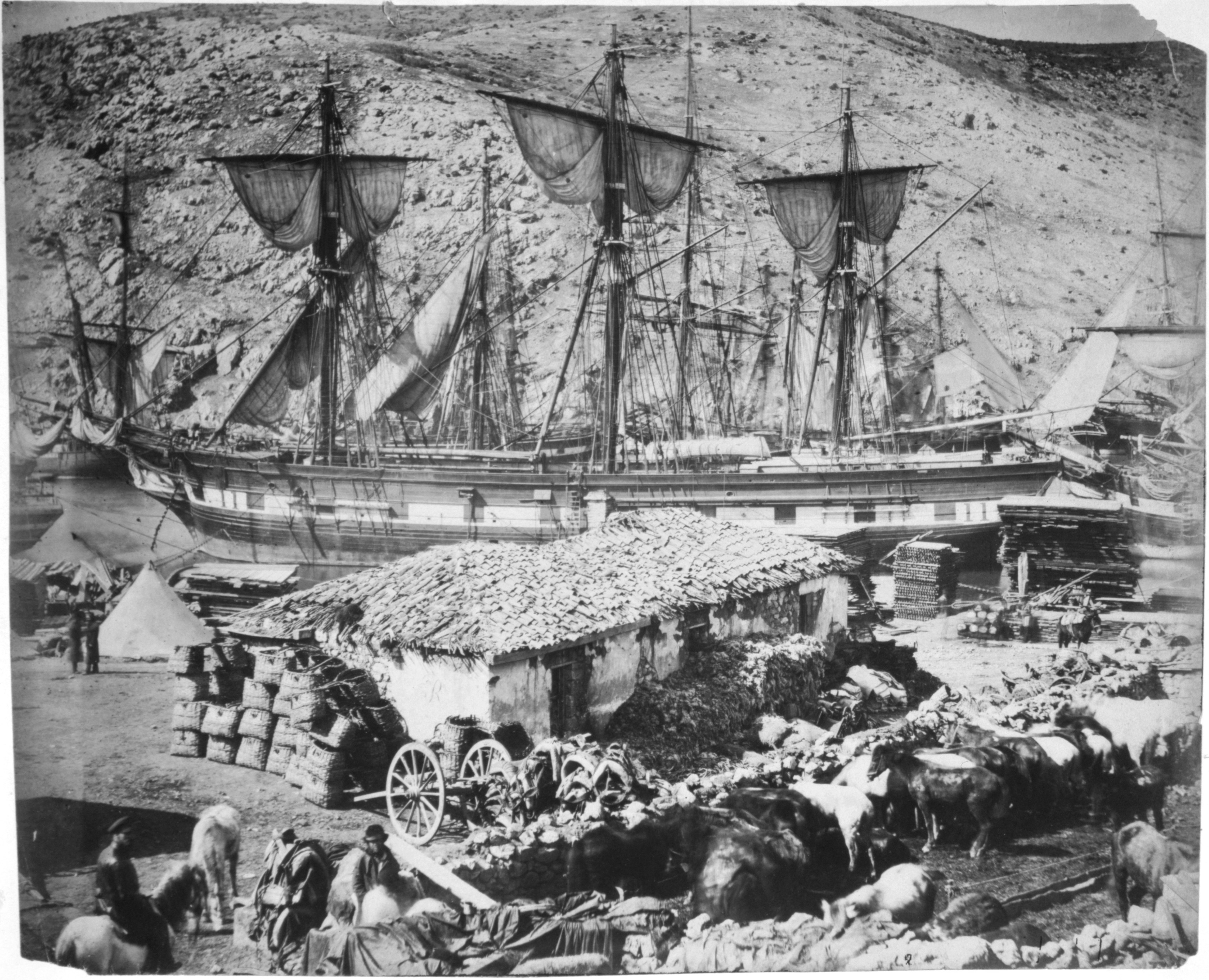
Балаклава 1855

В 1771 Крим фактично перейшов під контроль російських військ.

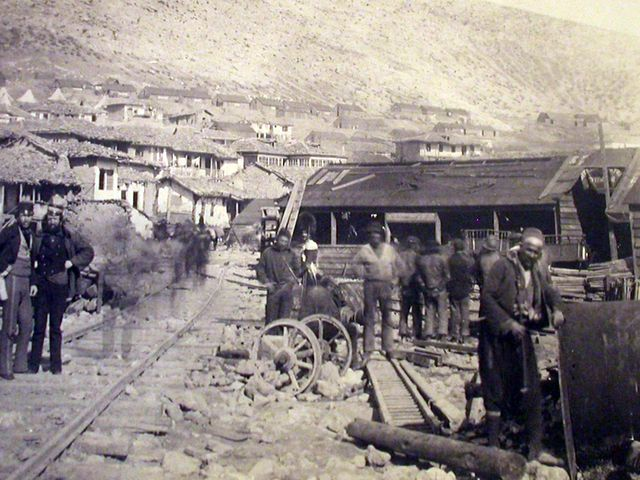
Під час Кримської війни британці побудували біля Балаклави залізницю завдовжки 23 км. Після виводу британських військ її розібрали та продали Османській імперії

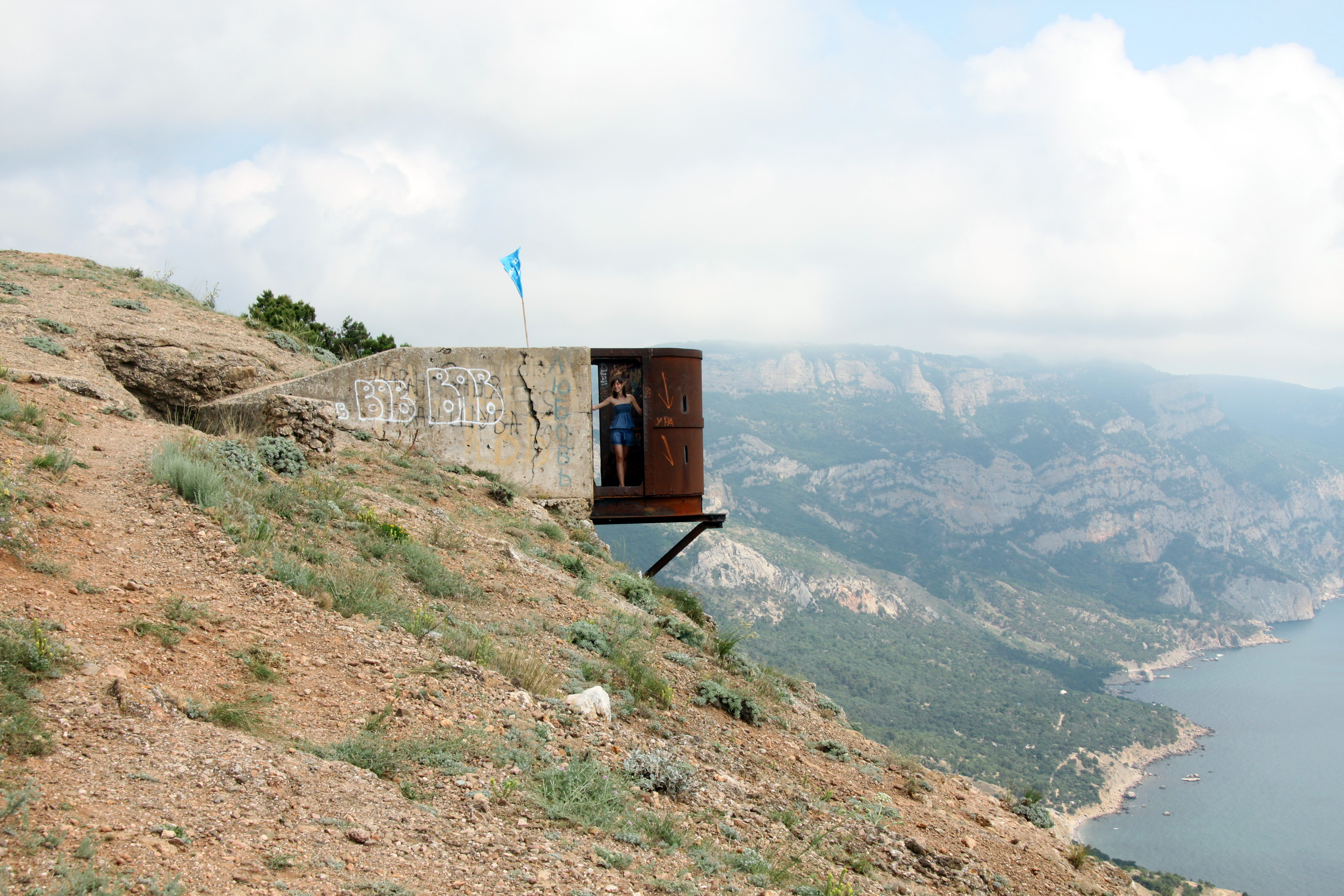
Південний форт, «бочка смерті», 386 метрів над морем

У 1778 грецьке населення Криму (в тому числі і Балаклави) було пререселено у Північне Приазов'я. Після 1783 сюди поселяють «нових» греків, тобто греків з Кавказу та Малої Азії. Грекам, що були переселені в 1778, повернутись не дозволили.
У ході Кримської війни Балаклаву захопили британські війська та створили тут свою базу. 25 жовтня 1854 року поблизу Балаклави в долині села Кадикой відбулася відома битва — атака британської кавалерії на позиції російської артилерії. Із 673 британців, що взяли участь в атаці, 272 загинули. Битва увійшла в історію під назвою Балаклавська.
Балаклавські шоломи — в'язані ковпаки, які надягали солдати під час битви через погану погоду.
2 листопада (14) 1854 р. жахливий буревій менш, ніж за годину, знищив понад 30 британських кораблів, які стояли на рейді Балаклави, серед них — фрегат «Принц». Згодом народилася легенда про незліченні скарби, нібито поховані в його трюмах.
Швидкого розвитку Балаклава отримала після Кримської війни, коли вона стала відома як курорт. В 1880-90-і роки побудована набережна.
Певний час в Балаклаві жили поетеса Леся Українка та письменник Олександр Купрін.
На початку 20 ст. в Балаклаві почали будувати два військових форти — південний (висота 386 м) та північний (висота 212м). Проте до Першої світової добудувати його не встигли. Після революції в 1925 форт почали добудовувати, але згодом стало зрозуміло, що конструкція фортів застаріла та не витримає сучасних знарядь. Тож вони залишились недобудованими.
В 1926 з Севастополя до Балаклави став ходити трамвай, архітектор лінії — Михайло Врангель (після війни трамвайну лінію вирішили не відновлювати).
Після Другої світової війни в Балаклаві будують таємну базу для підводних човнів. В 1957 Балаклава увійшла у склад Севастополя та стала закритою територією (залишалась нею до розвалу СРСР).
Зараз в Балаклаві залишається військова база, проте місце відкрите, знову розвивається його курортний потенціал. В 2004 році була проведена реставрація головної туристичної вулиці — Набережної Назукіна.

## Пам'ятки
- Руїни фортеці Чембало
- Музей підводних човнів
- Залишки форту початку 20 сторіччя
- Храм 12 апостолів (1875)

Також в місті встановлені пам'ятники поетесі Лесі Українці та письменнику Олександру Купріну, які певний час тут жили. 

## Пляжі

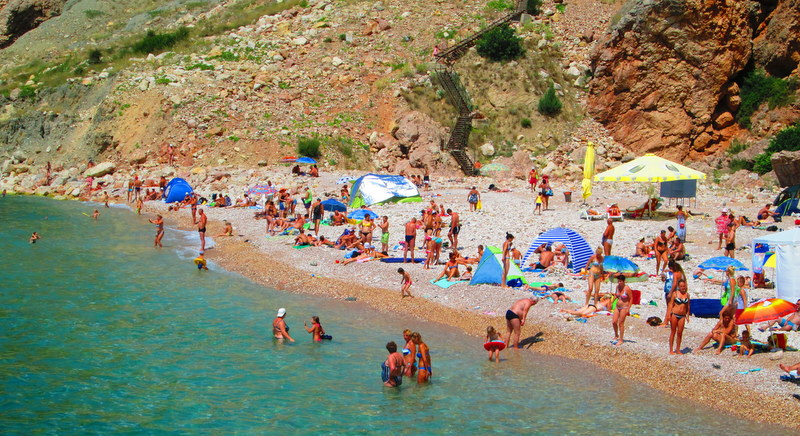
Пляж Василі

- Міський пляж в Балаклаві — невеликий пляж на березі Балаклавської бухти, на набережній Назукіна. Покритий асфальтом і бетоном, з драбинками, обгороджена парканом. Море тут брудне, бо Балаклава не має очисних споруджень та стоки виливаються до бухти.
- Пляж Василевої балки знаходиться на захід від входу до Балаклавської бухти на березі відкритого моря.
- «Срібний» пляж («Близький», «Малий», старовинна назва «Мікро-Яло») — гальковий пляж на березі відкритого моря, у мальовничому місці. Знаходиться приблизно за два кілометри на схід від входу в Балаклавську бухту. З Балаклави можна дістатися пішки по довгій звивистій стежці понад обривом, а також на рейсовому катері або найнятому ялику.
- «Золотий» пляж («Далекий») — гальковий пляж на березі відкритого моря. Знаходиться приблизно за три кілометри на схід від входу в Балаклавську бухту, за «Срібним» пляжем. Тут зручний причал для катерів, подаються напої та продукти харчування. На схід переходить у дикий пляж.

## Відомі люди
Народились у Балаклаві:
- Петрусенко Оксана Андріївна — українська оперна співачка, виконавиця народних пісень і романсів.
- Мартинов Ілля Олександрович — радянський альпініст.

Жили в Балаклаві:
- Леся Українка
- Олександр Купрін
- Щепцов Дмитро Володимирович (1977—2018) — підполковник ВМС України, учасник російсько-української війни.

#### Захищали Балаклаву
Бархатова Валентина Сергіївна (1924—1944) — радянський танкіст, учасниця Німецько-рядянської війни

## Фотогалерея

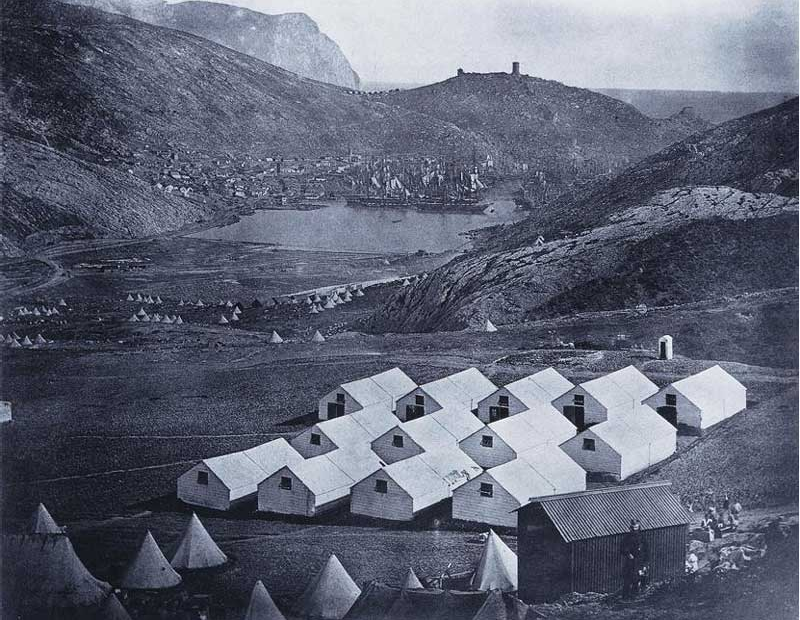
Військовий табір під Балаклавою часів Кримської війни
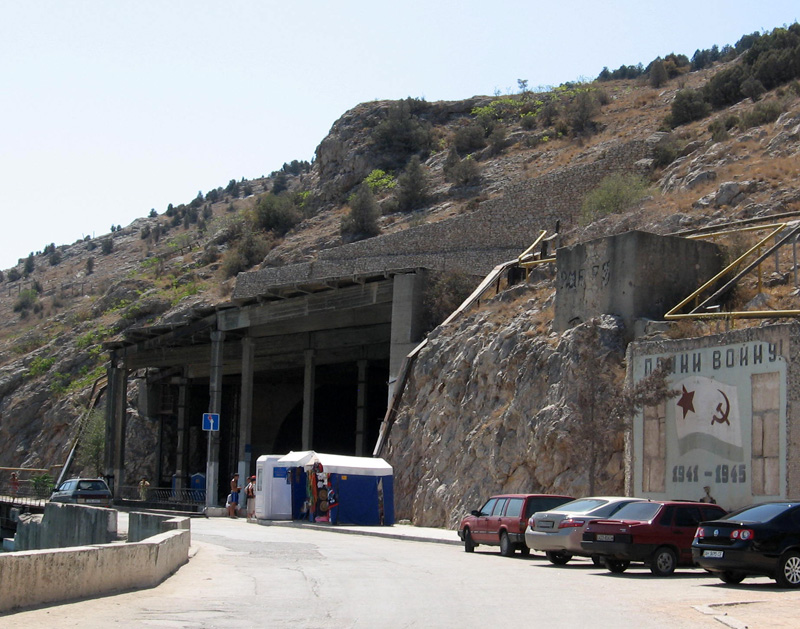
Балаклава. Музей Чорноморського флоту
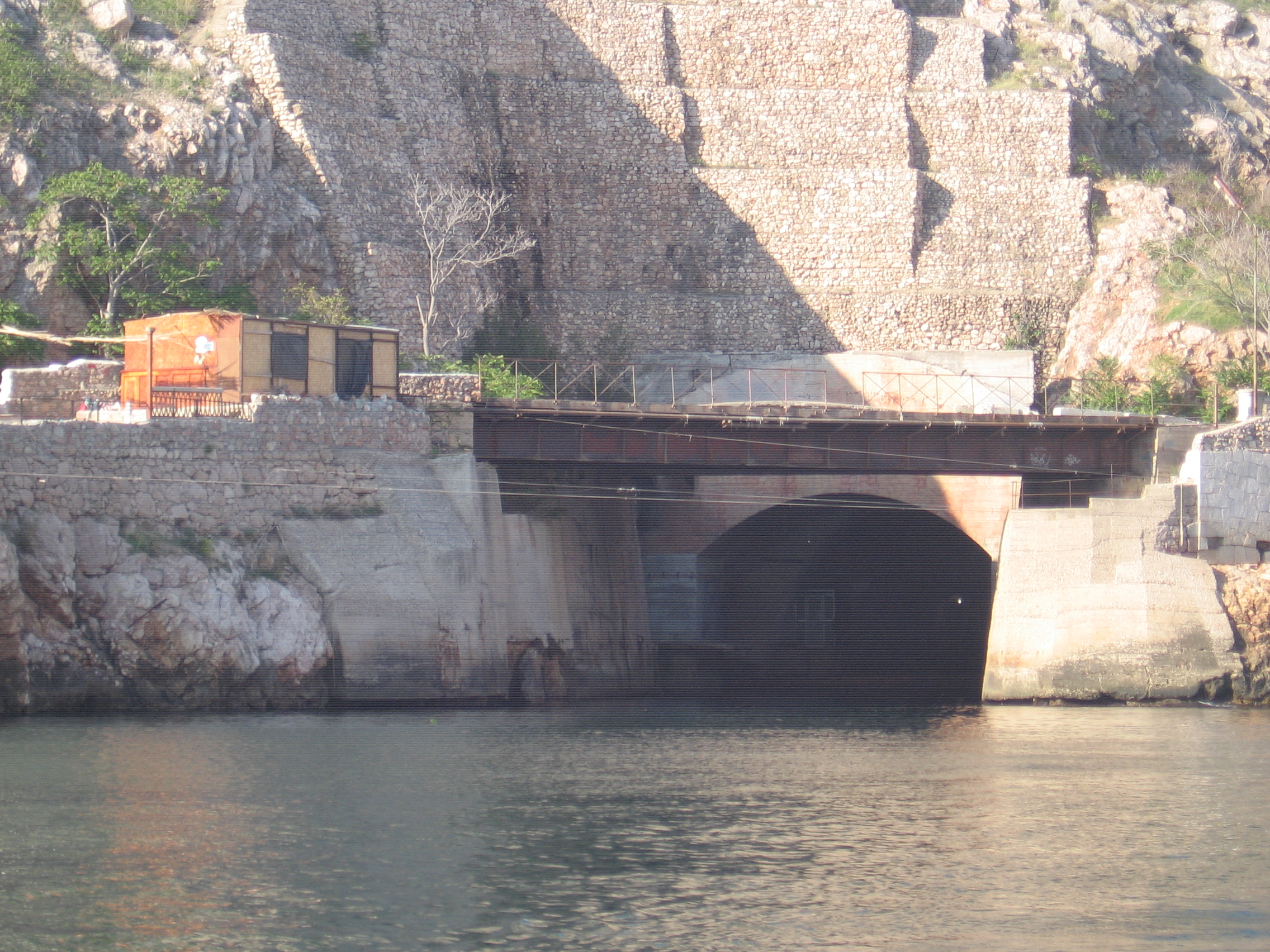
Вхід на базу підводних човнів
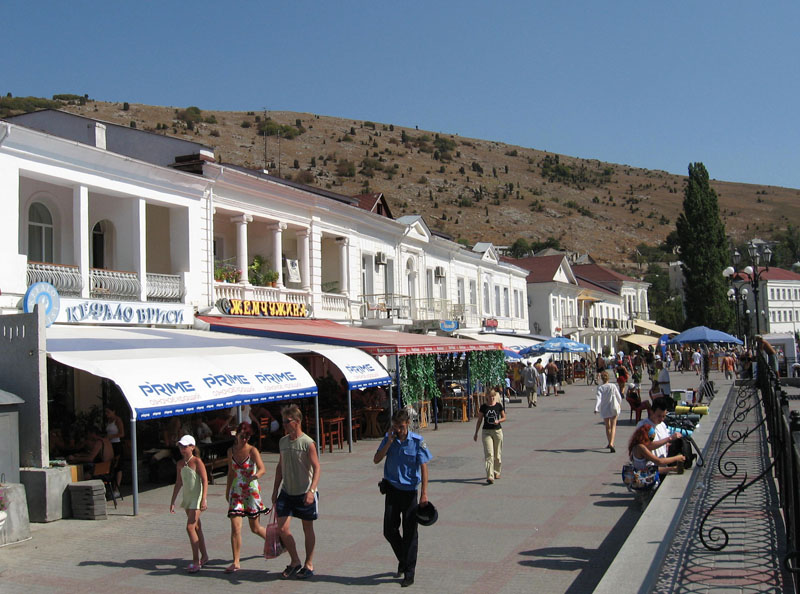
Набережна Назукіна
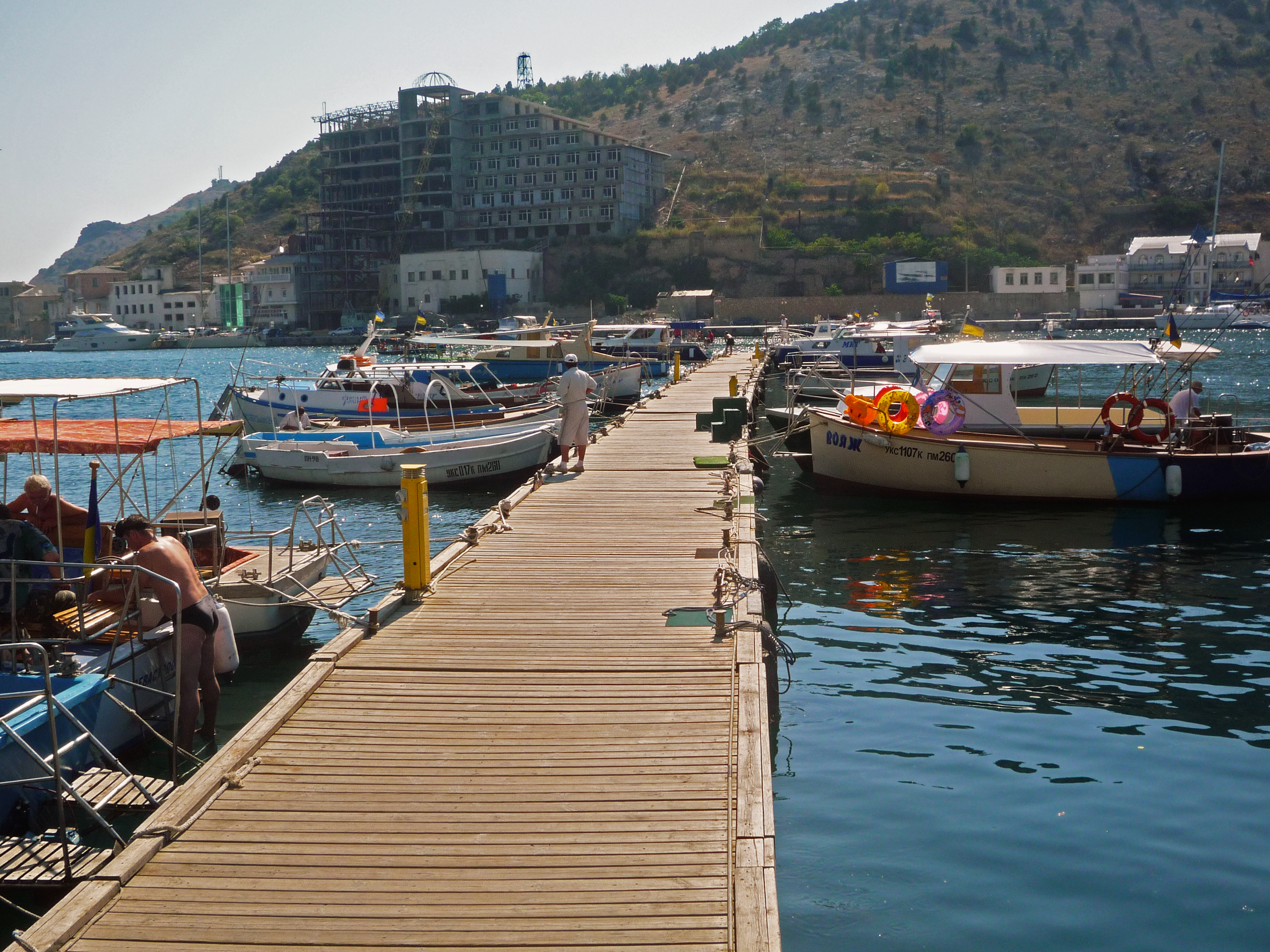
Човни в Балаклавській бухті
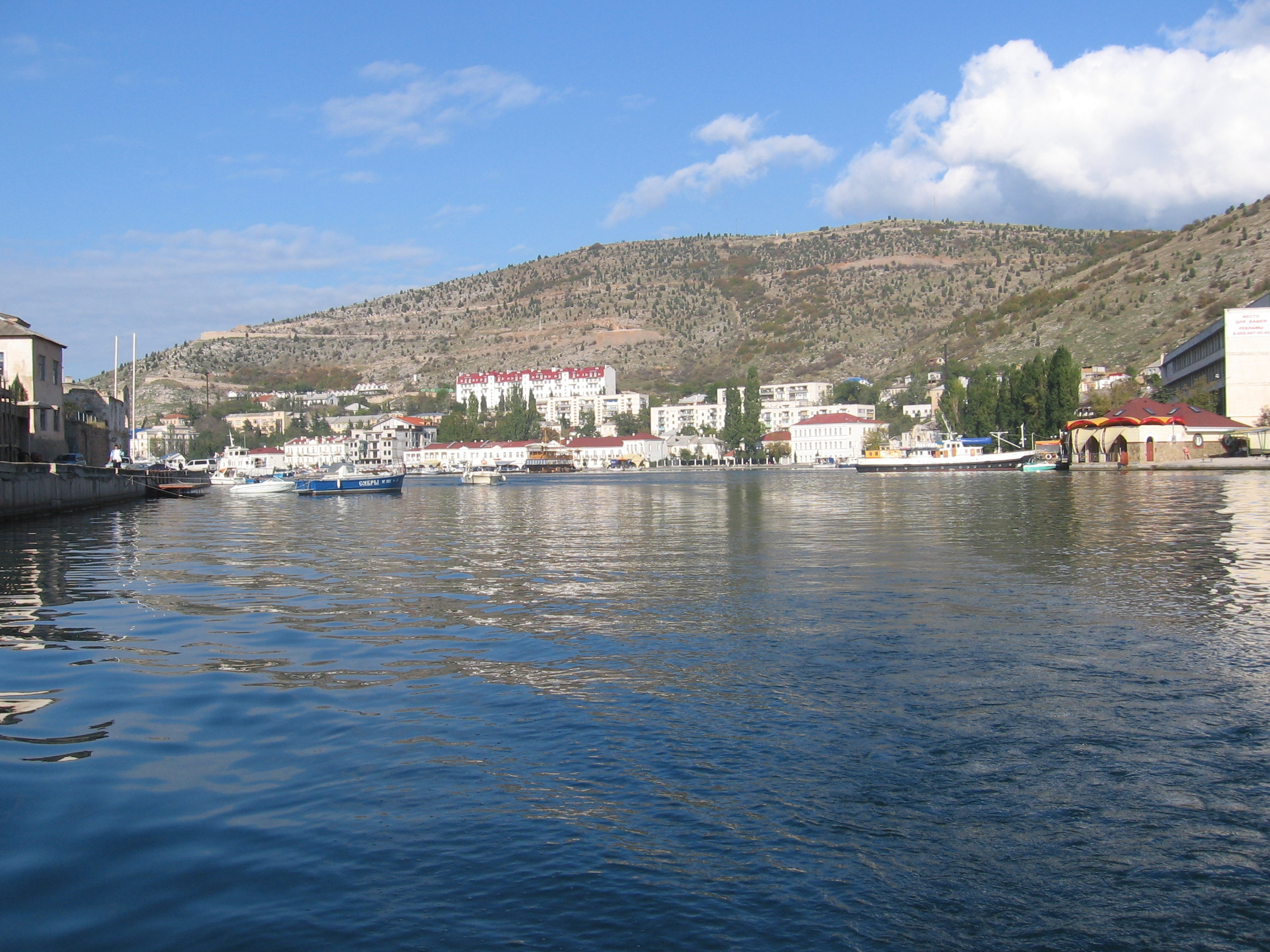
Місто з бухти
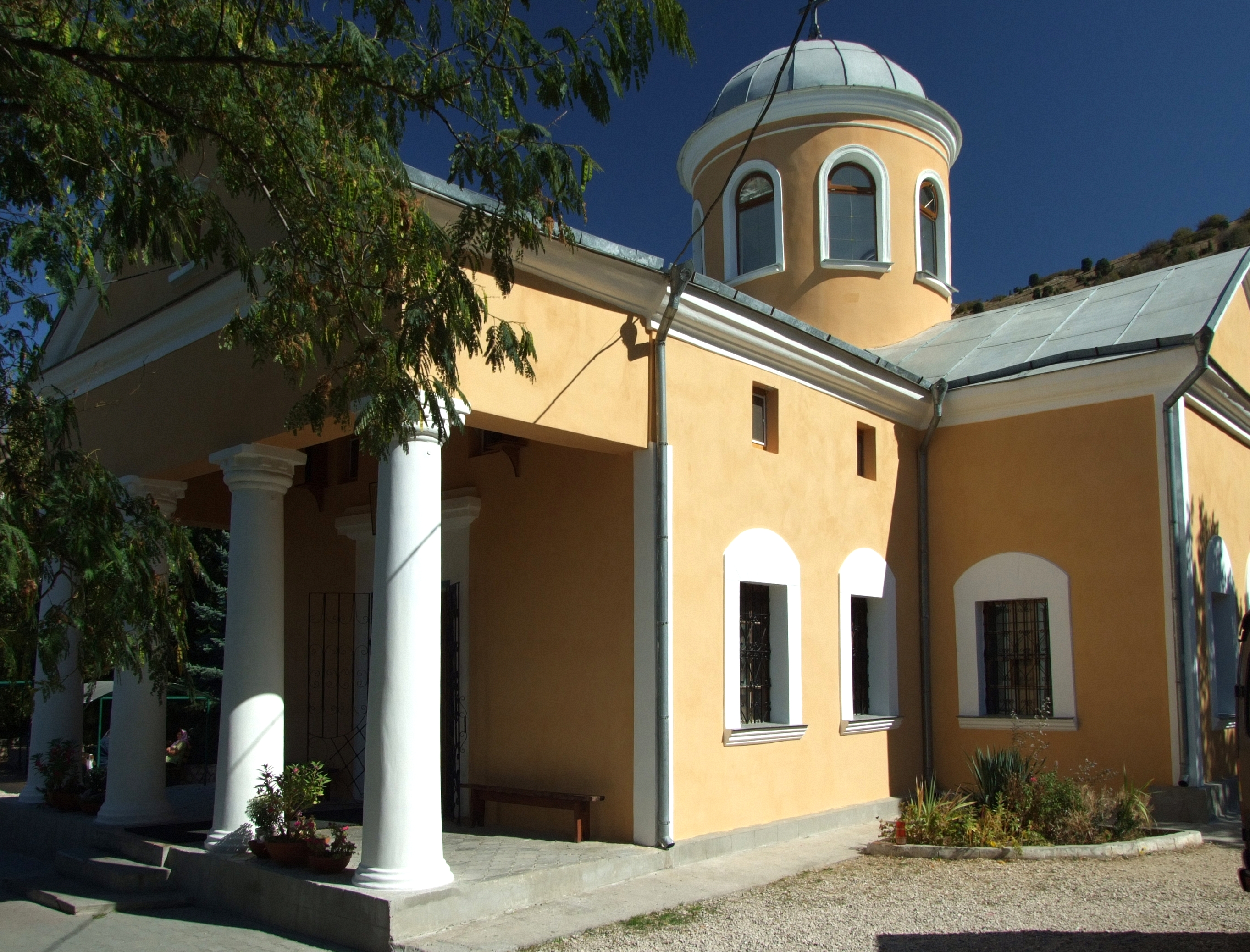
Храм 12 апостолів
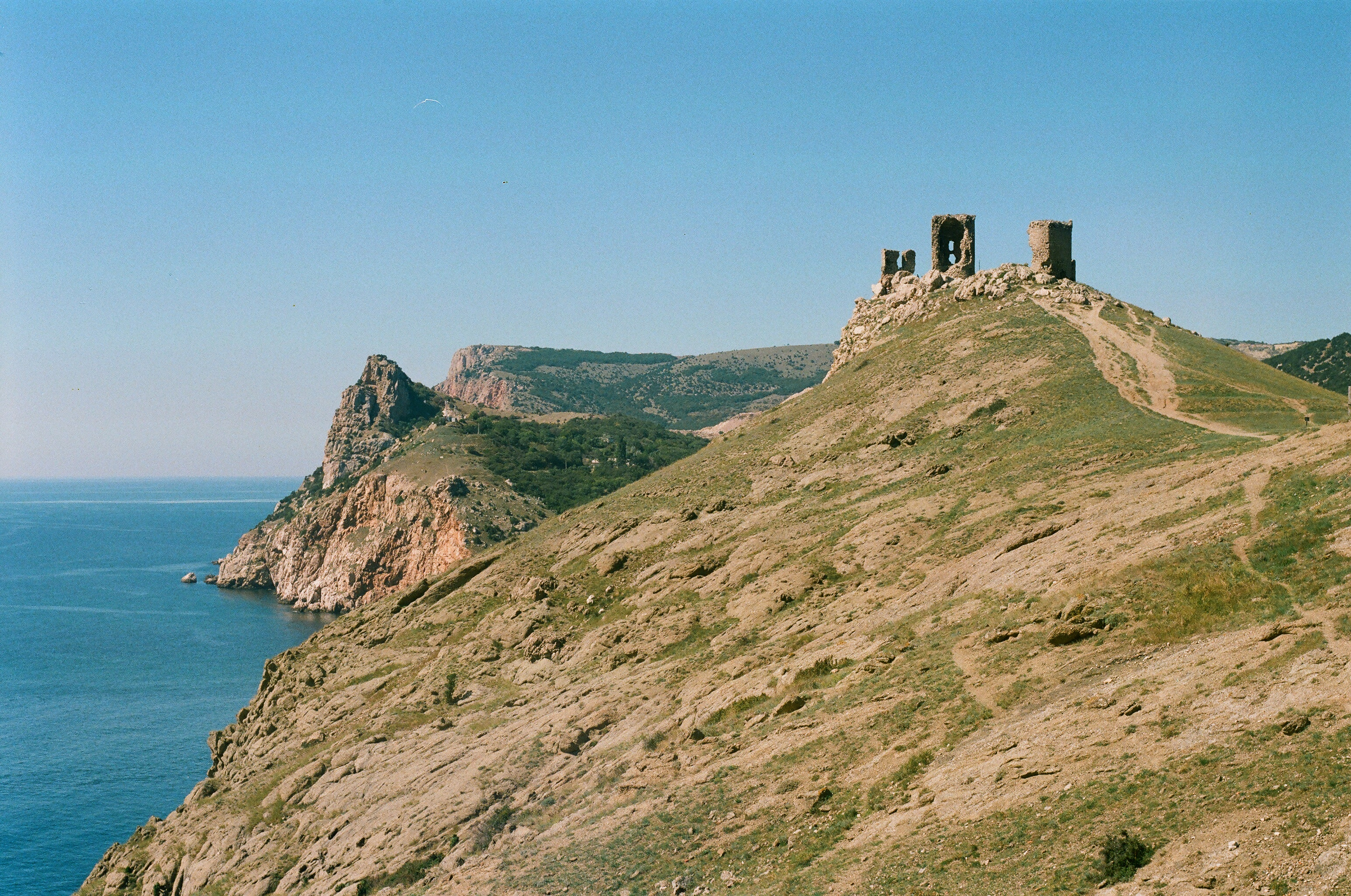
Фортеця Чембало та вхід до бухти
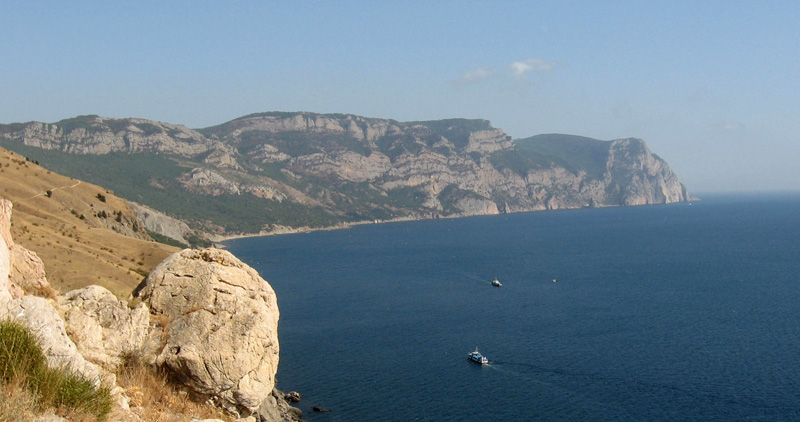
Вид на мис Айя від фортеці Чембало
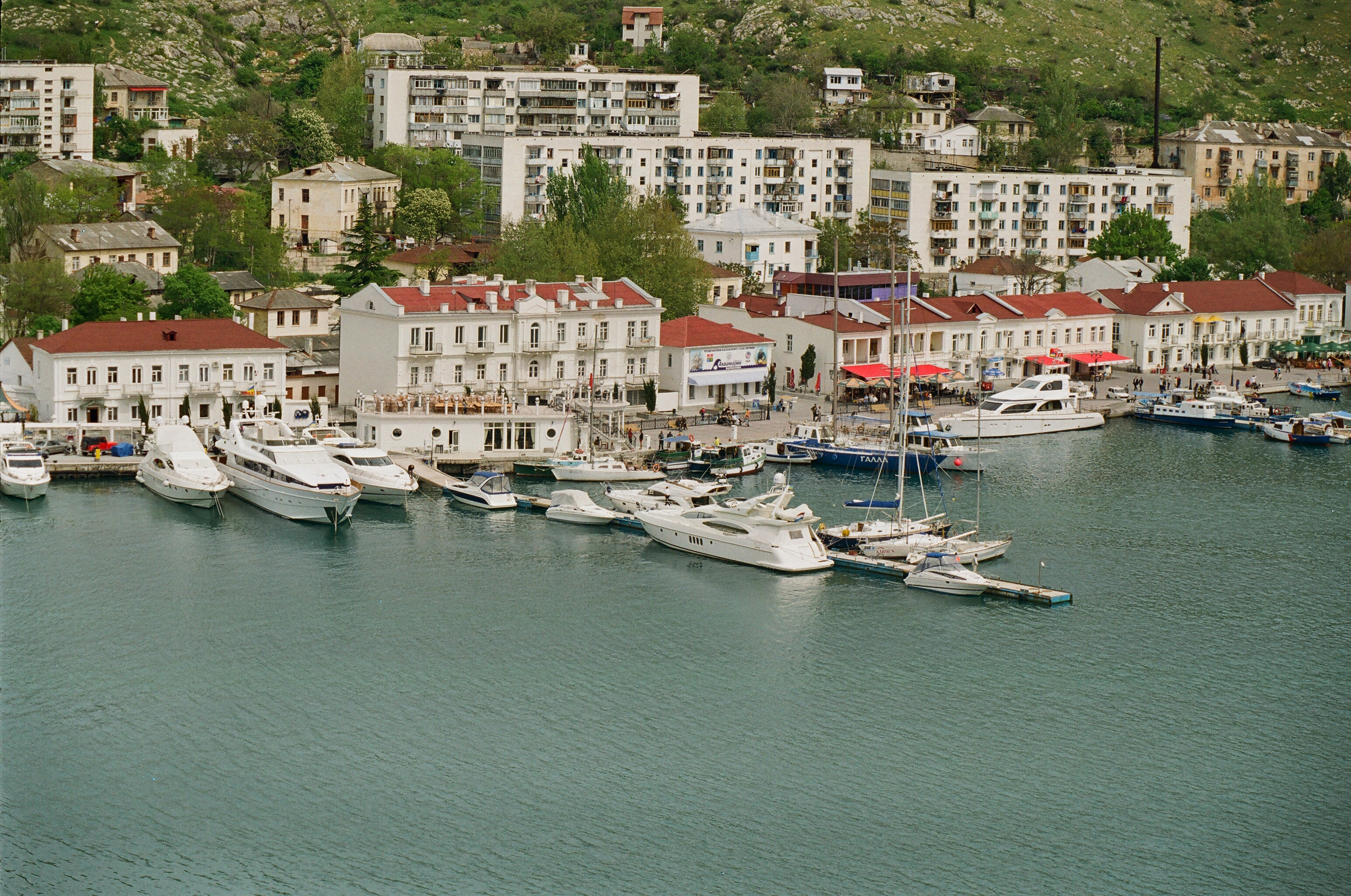
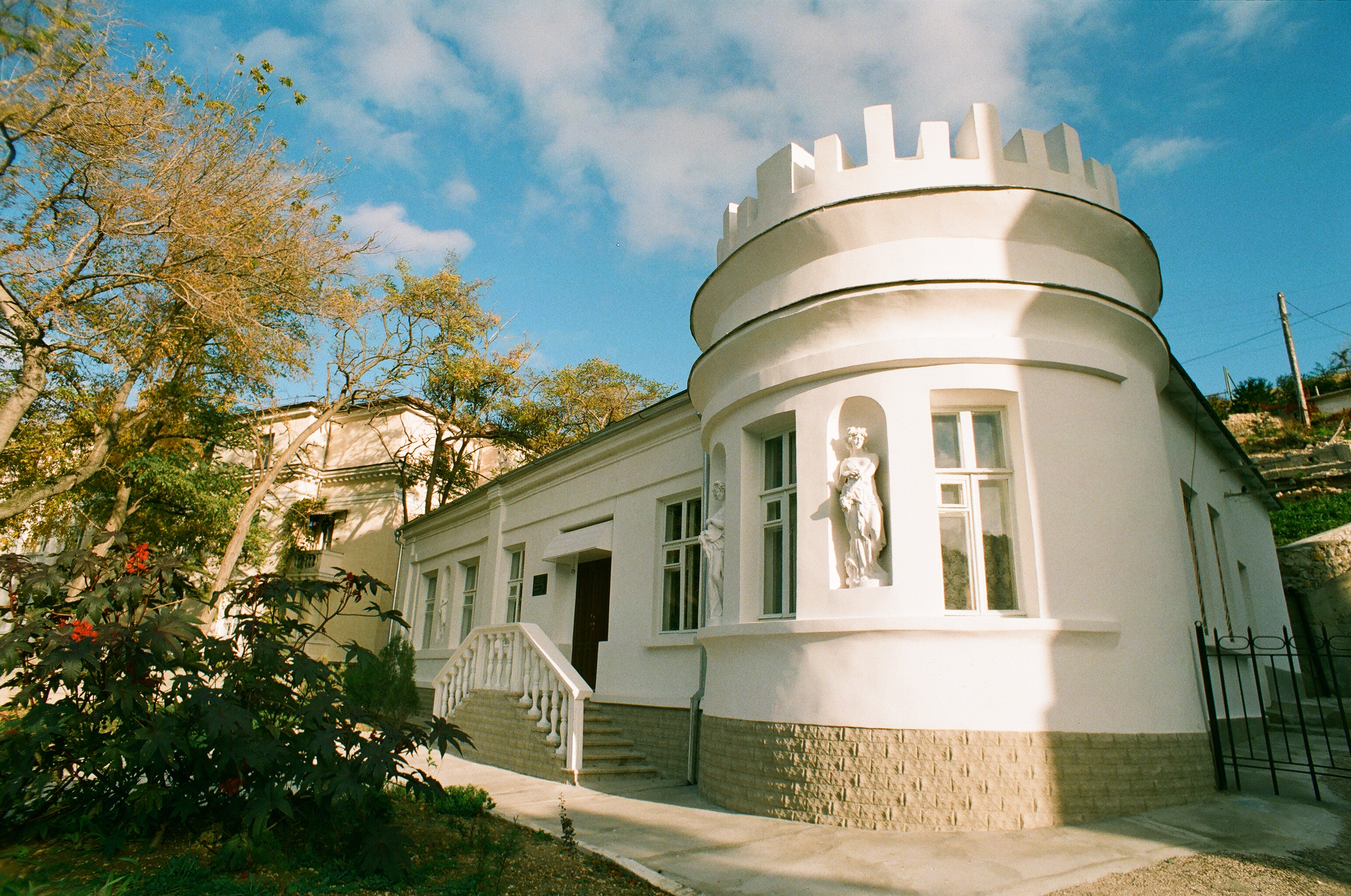
Бібліотека ім.О.Купріна
Герб Балаклави (Балаклавського району)
Прапор Балаклави  (Балаклавського району)
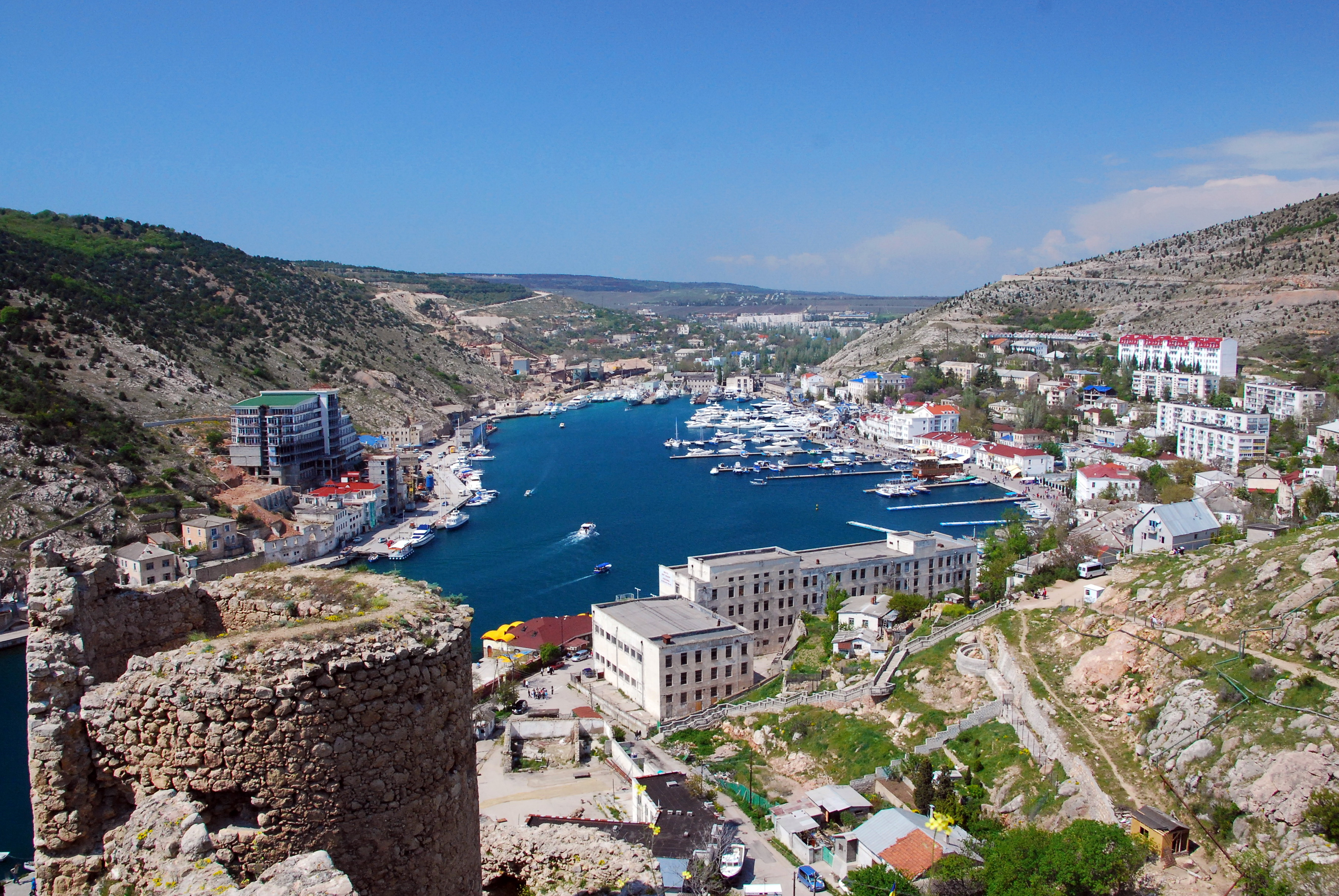
Бухта Балаклава. Вид зі старинних стін фортеці.
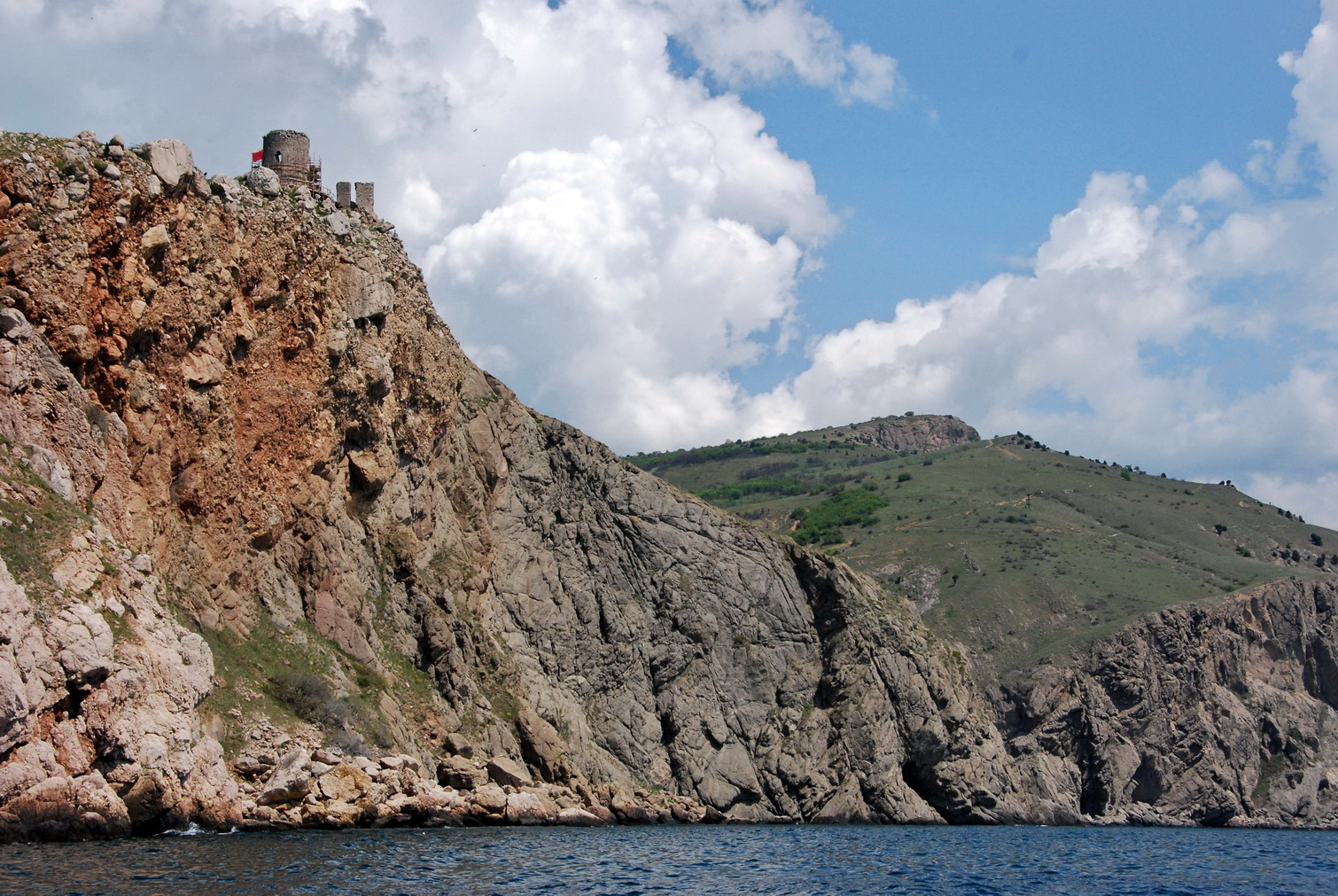
Бухта Балаклава. Старинні оборонні споруди
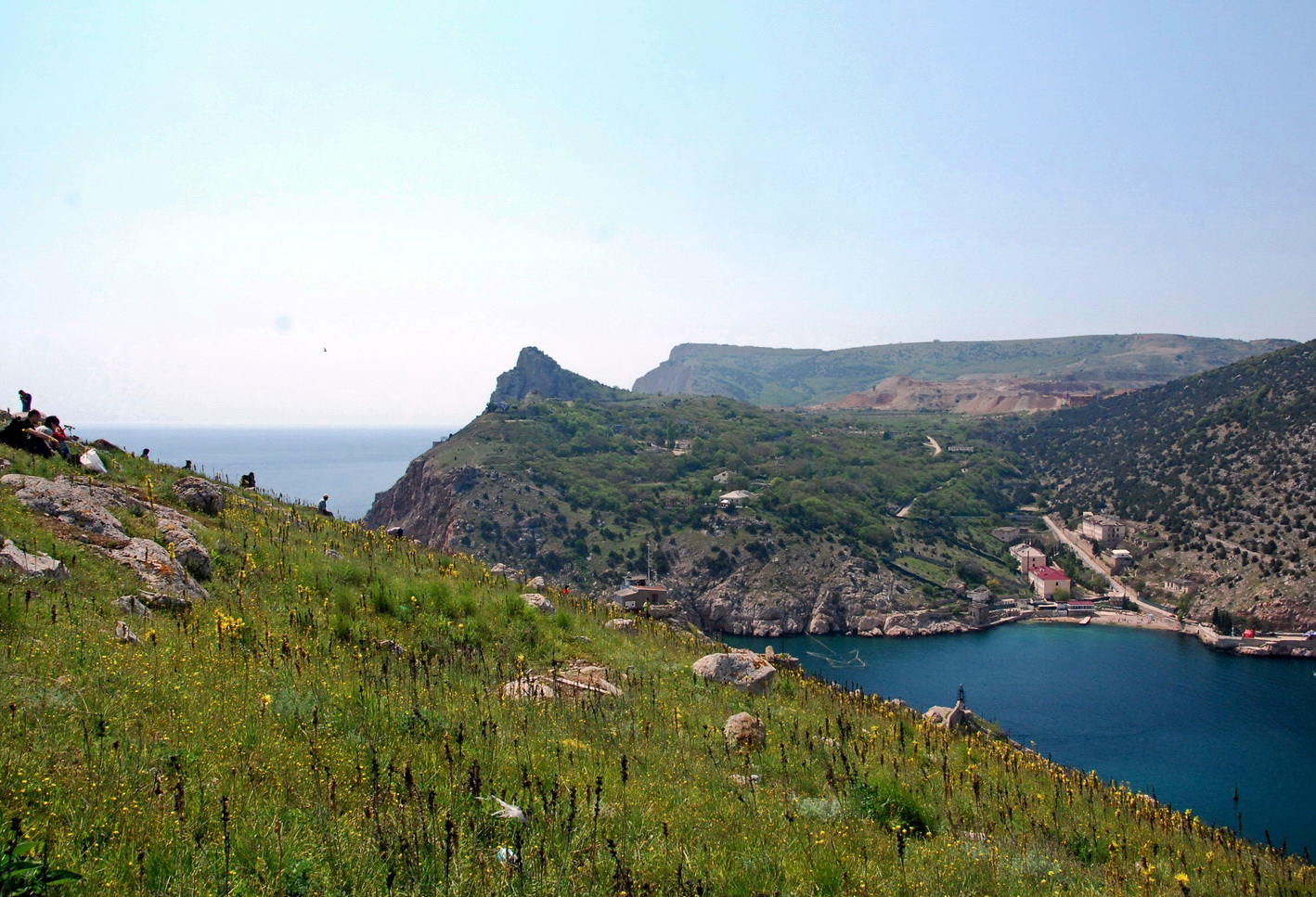
Бухта Балаклава. Вихід до Чорного моря.
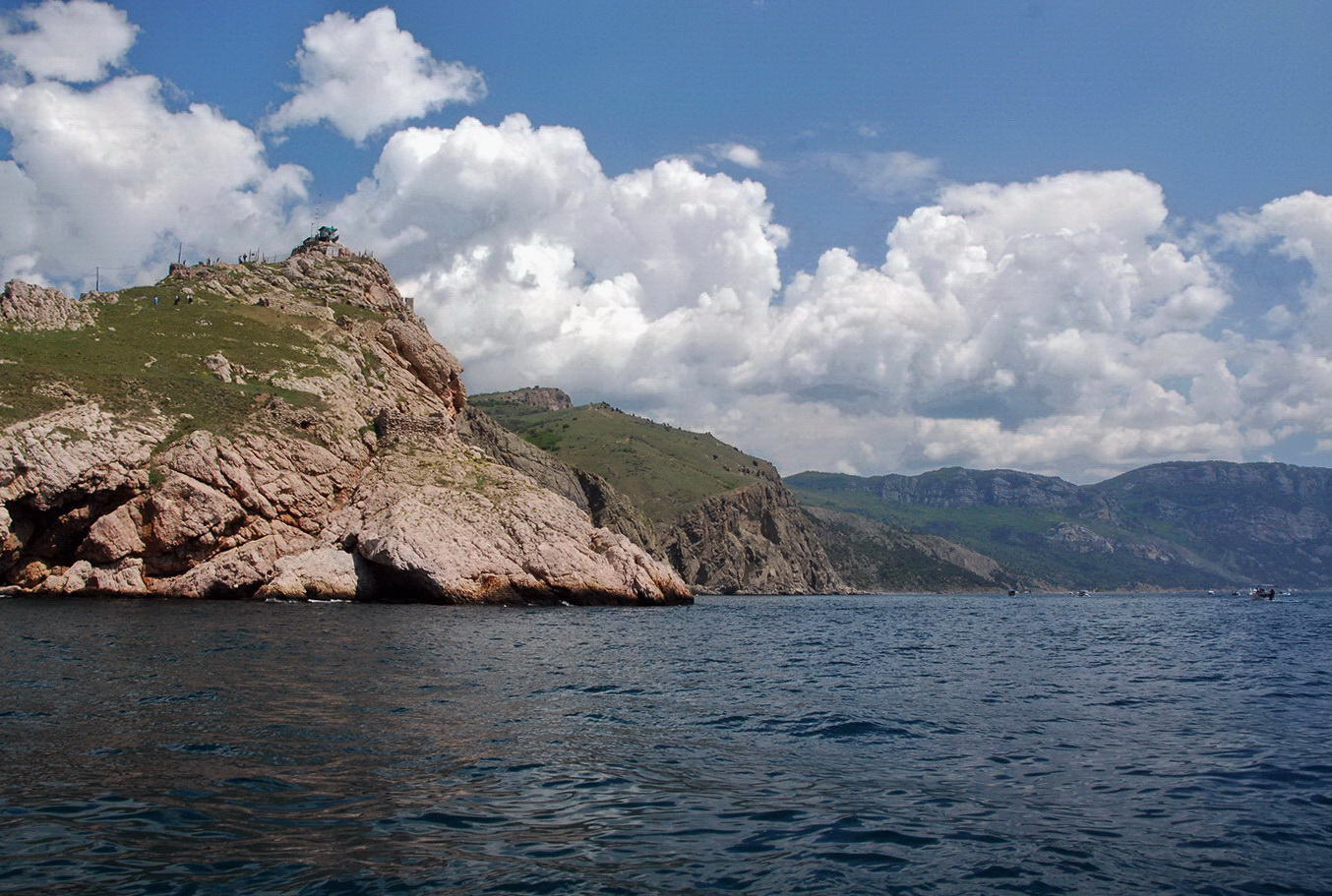
Чо́рне мо́ре, південь Криму та Бухти Балаклава.